# Harry Snyder
Pour les articles homonymes, voir Snyder.
Harry J. Snyder était un homme d’affaires américain d'origine canadienne et plus anciennement néerlandaise. Il a fondé In-N-Out Burger avec son épouse Esther Snyder.

## Biographie
Harry Snyder est d'abord manager à un stand de hamburgers à Seattle, ville où il rencontre Esther Johnson en septembre 1947. Ils se marient et emménagent en 1948 à Baldwin Park, dans la banlieue de Los Angeles en Californie. Ils ouvrent ensemble le premier In-N-Out Burger le 22 octobre 1948 à Baldwin Park. Dès le départ, un de leurs objectifs est de servir des produits frais. En 1951, ils ont un fils, Guy, et ouvrent un deuxième In-N-Out à Covina. Leur second fils, Rich, naît l'année suivante. Le développement de la chaîne In-N-Out est graduel, le couple ne souhaitant pas compromettre leur vision en échange d'une expansion rapide.
Dans les années 1950 et 1960, le In-N-Out de Baldwin Park devient un lieu de passage des stars hollywoodiennes et un lieu à la mode chez les jeunes et les surfeurs de la ville.
In-N-Out est décrit comme le premier drive-thru de Californie. Harry Snyder a été l'une des premières personnes à développer l'idée d'un restaurant de hamburgers au volant, où les clients pouvaient commander leur nourriture via un interphone. Vers le milieu des années 1950, la chaîne s'est étendue à six magasins dans la région de Los Angeles.
Harry Snyder décède en 1976 d'un cancer du poumon dû au tabagisme excessif. L'entreprise comptait alors 18 magasins. Son fils Rich, plus stable que son frère Guy, reprend les rênes de l'entreprise familiale.
Sa petite fille Lynsi Snyder est la propriétaire actuelle de In-N-Out Burger.